# Львівелектротранс
Львівелектротранс (Львівське комунальне підприємство «Львівелектротранс», ЛКП «Львівелектротранс») — міський монополіст у сфері електротранспорту Львова, комунальне підприємство, що перебуває у власності громади міста Львова і є оператором трамваїв та тролейбусів у місті. У березні 2010 року підприємство визнане третім у рейтингу найкращих підприємств електротранспорту України.
Є збитковим підприємством, адже державна влада відшкодовує лише 60 % вартості перевезення пільгових категорій пасажирів. Для виправлення цієї ситуації з 2008 року було запроваджено компостерну систему, що дозволила значно скоротити кількість персоналу підприємства. Так, було звільнено всіх кондукторів, натомість набрано штат контролерів (40 осіб, що у кілька разів менше за кількість кондукторів). Для зменшення кількості «зайців» — пасажирів, які не оплачують проїзд — проводиться масштабна рекламна кампанія.
Так, у листопаді 2008 року стартувала акція «Не будь вбивцею Бандери», основними гаслами якої були «Не будь схожим на вбивцю Степана Бандери!» та «Зрада України починається із неоплачуваного проїзду!». Ідейним підґрунтям було те, що вбивцю Степана Бандери, Богдана Сташинського, КДБ завербував саме за неоплачений проїзд. Листівки з описом цієї історії та гаслами кампанії надходили на домашні адреси львів'ян.
У 2009-2010 роках проводилася кампанія «Львів — місто левів, а не зайців», в рамках якої трамвайний вагон № 1028 та тролейбус № 574 отримали тематичне зовнішнє оформлення, основою якого стали чемні пасажири леви, які оплачують проїзд, та зайці, які ховаються від контролерів.
Існують проекти створення на базі ЛКП «Львівелектротранс» міського комунального підприємства «Львівпастранс», яке включатиме в себе також Львівське комунальне автотранспортне підприємство № 1 (АТП № 1), що дасть змогу скоординовувати весь комунальний транспорт Львова: трамваї, тролейбуси та автобуси з одного центру та дасть можливість запровадити єдиний квиток.
6 квітня 2018 року рішенням Львівської міської ради № 361 від 06.04.2018 затверджено нові «Правила користування міським електричним транспортом у м. Львові». Серед нововведень слід відзначити, введення штрафного квитка, а для тих, хто відмовляється оплачувати за проїзд, викликатимуть поліцію, окремим пунктом прописано повернення коштів за проїзд у разі несправності рухомого складу.

## Майно підприємства
Головний офіс розташований у Львові за адресою вулиця Сахарова, 2. У віданні ЛКП «Львівелектротранс» перебуває одне трамвайне, одне тролейбусне депо, вагоноремонтна майстерня, служба колії та енергогосподаство контактної мережі.
Комунальному підприємству раніше також належали:
- Диспетчерський пункт на пл. Двірцевій (офіційна адреса — вул. Чернівецька, 1) загальною площею 126,8 м² (продано в 2013 році. До 2019 року там знаходився заклад громадського харчування. Наприкінці 2019 року будівлю знесли і розпочали будівництво 4-поверхової споруди ТЦ “HUB STATION”).
- Диспетчерський пункт на пл. Кропивницького, 2 площею 14,8 м² на першому поверсі.
- Диспетчерський пункт на вул. Є. Коновальця, 109 площею 341,3 м² — згідно з ухвалою міської ради від 19.03.2013 р. № 2220 переданий на баланс ЛКП «Львівавтодор», зараз там розміщується Центр управління дорожнім рухом.
- Ремонтний пункт на вул. І. Франка, 70 площею 17,1 м² на першому поверсі житлового будинку.
- Їдальня для працівників на пл. Соборній, 3 площею 120,7 м² на першому поверсі будинку.
- Будівля діагностичної електролабораторії на вул. Личаківській, 19А.
- Приміщення служби руху на вул. Січових Стрільців, 8 площею 90,1 м².
- Диспетчерський пункт на вул. Зерновій, 1 площею 16,6 м² на першому поверсі будинку.
- Диспетчерський пункт на вул. Грінченка, 13А.
- Диспетчерський пункт і місце відпочинку водії на вул. Городоцька, 321А площею близько 180 м².
- Санаторій-профілакторій на вул. Братів Тимошенків, 4 загальною площею 453,9 м² (продано в 1997 році, справа досі в судах).[8]

## Статистика
Станом на лютий 2019 року «Львівелектротранс» експлуатує 72 тролейбуси (48 одиниць — старі, 14 одиниць — «відносно нові», 10 одиниць — нові) та 126 трамваїв (98 одиниць — старі, 19 одиниць — берлінські, придбані у 2018 році, 9 одиниць — нові). Також підприємство має на балансі 1 електробус.
Згідно зі звітом "Громадський транспорт Львова. Історія та статистика 2022" (виданий у 2023 році) статистичні показники підприємства за 2022 рік були такими:
- Кількість трамвайних маршрутів — 8
- Кількість тролейбусних маршрутів — 11
- Кількість пасажирських трамвайних вагонів — 137 од.
- Кількість пасажирських тролейбусів — 115 од.
- Колія та контактна мережа трамвая (інфраструктура) — 81,85 км
- Контактна мережа тролейбуса (інфраструктура) — 136,184 км
- Довжина трамвайних маршрутів — 99,1 км (без маршруту №7)
- Довжина тролейбусних маршрутів — 169,8 км (без маршруту №29)
- Найкоротший трамвайний маршрут: 3 — Аквапарк — Пл.Соборна — 11 км
- Найдовший трамвайний маршрут: 4 — Залізничний вокзал — Вернадського — 18,6 км
- Найкоротший тролейбусний маршрут: 33 — пл. Івана Підкови — вул. Грінченка — 11,9 км
- Найдовший тролейбусний маршрут: 31— Шота Руставелі — Пульмонологічний центр — 20,8 км
- Обсяг спожитої електроенергії на рух — 21 371 364,30 кВт-год
- Кількість перевезених платних пасажирів — 26 016 452 осіб (-24,2% до 2019 року)
- Кількість перевезених пільгових пасажирів (з правом безоплатного проїзду) — 67%.
- Розмір компенсації за пільговий проїзд окремих категорій громадян — 288 765 691,00 грн

19 березня 2025 року новий керівник "Львівелектротрансу" Василь Пецух в інтерв'ю інтернет-виданню "Твоє Місто" надав інформацію про пасажиропотік:
згідно зі статистикою за 2024 рік, львівським електротранспортом було перевезено 39 330 687 пасажирів. Із них: трамваєм – 21 716 489 пасажирів; тролейбусом – 17 614 198 пасажирів. 
Вказана ним кількість перевезених пасажирів відрізняється від статистики АСООП "Леокарт", згідно з якою у 2024 році перевезено 31 112 952 пасажира, з них:
- трамвайними маршрутами - 19 010 809 пасажирів
- тролейбусними маршрутами - 12 102 143 пасажира

Проте, статистка АСООП "Леокарт" не враховує кількість пасажирів, що оплачували за проїзд з допомогою додатку "Приват 24" або ж користувалися місячними проїзними Львівелектротрансу. Через додаток "Приват 24" здійснено ще 4 024 262 оплати проїзду. 